# ANT–2
Az ANT–2 (ANT – Andrej Nyikolajevics Tupoljev) a Szovjetunióban készült első, teljesen fémépítésű repülőgép, melyet Andrej Tupoljev vezetésével terveztek és építettek meg. Utasszállító és felderítő változatát tervezték, de csak a polgári célú gépből készült egy darab.

## Története
A gép tervezéséhez a részben fémépítésű ANT–1 kísérleti géppel szerzett tapasztalatok szolgáltak. A gép létrehozását a kolcsuginói színesfémüzemben 1922-re előállított, a német duralhoz hasonló könnyűfémötvözet, a kulcsuginói alumínium (kolcsugaljuminij) gyártásának megszervezése tette lehetővé.
A szovjet légierő vezetése 1923-ban bízta meg az Andrej Tupoljev vezetésével a fémépítésű gépek kifejlesztésére a CAGI keretei között megalakított csoportot egy teljesen fémből készült repülőgép megtervezésével és megépítésével. A tervek szerint a gépet két–három személy szállítására alkalmas személyszállító, és felfegyverzett felderítő változatban kellett volna elkészíteni. Az első ANT–2 építését 1924 májusában fejezték be a CAGI-nál. A prototípusba 73,5 kW (100 LE) maximális teljesítményű Bristol Lucifer csillagmotort építettek.
A géppel 1924. május 26-án hajtották végre az első felszállást Nyikolaj Petrovval a fedélzetén. Egy május 28-i, a légierő vezérkara jelenlétében tartott repülés során a géppel 169,7 km/h-s sebességet értek el, míg 1000 m-re 7 perc, 2000 m-re 17 perc, 3000 m-re 39 perc alatt emelkedett fel két utassal. A tesztek során gondok jelentkeztek az iránystabilitással, ezért megnövelték a függőleges vezérsík felületét. Az ANT–2-t bemutatták egy 1924. július 1-jei légiparádén is, ahol egy Junkers F 13 társaságában repült. A gép berepülése 1924 augusztusától 1925 áprilisáig tovább folytatódott. A sikeres tesztek után döntés született arról, hogy öt gépet építenek a kolcsuginói gyár egyik műhelyében, ahol akkor fémépítésű légcsavaros szánokat készítettek. A három személy szállítására kialakított sorozatgyártású gép azonban már erősebb, 147 kW-os (200 LE) Wright-motort kapott, típusjelzése pedig ANT–2bisz lett. A tervezőirodának és a gyártóüzemnek az ANT–3 (R–3) gyártás-előkészítése okozta leterheltsége miatt azonban a tervezett öt gépet nem sikerült elkészíteni, mindössze egy ANT–2bisz-t építettek 1930-ban, a felderítő változat tervét pedig teljesen feladták.
Az egyetlen fennmaradt, restaurált ANT–2 repülőgép Monyinóban, a Légierő Központi Múzeumában van kiállítva.

## Műszaki jellemzői

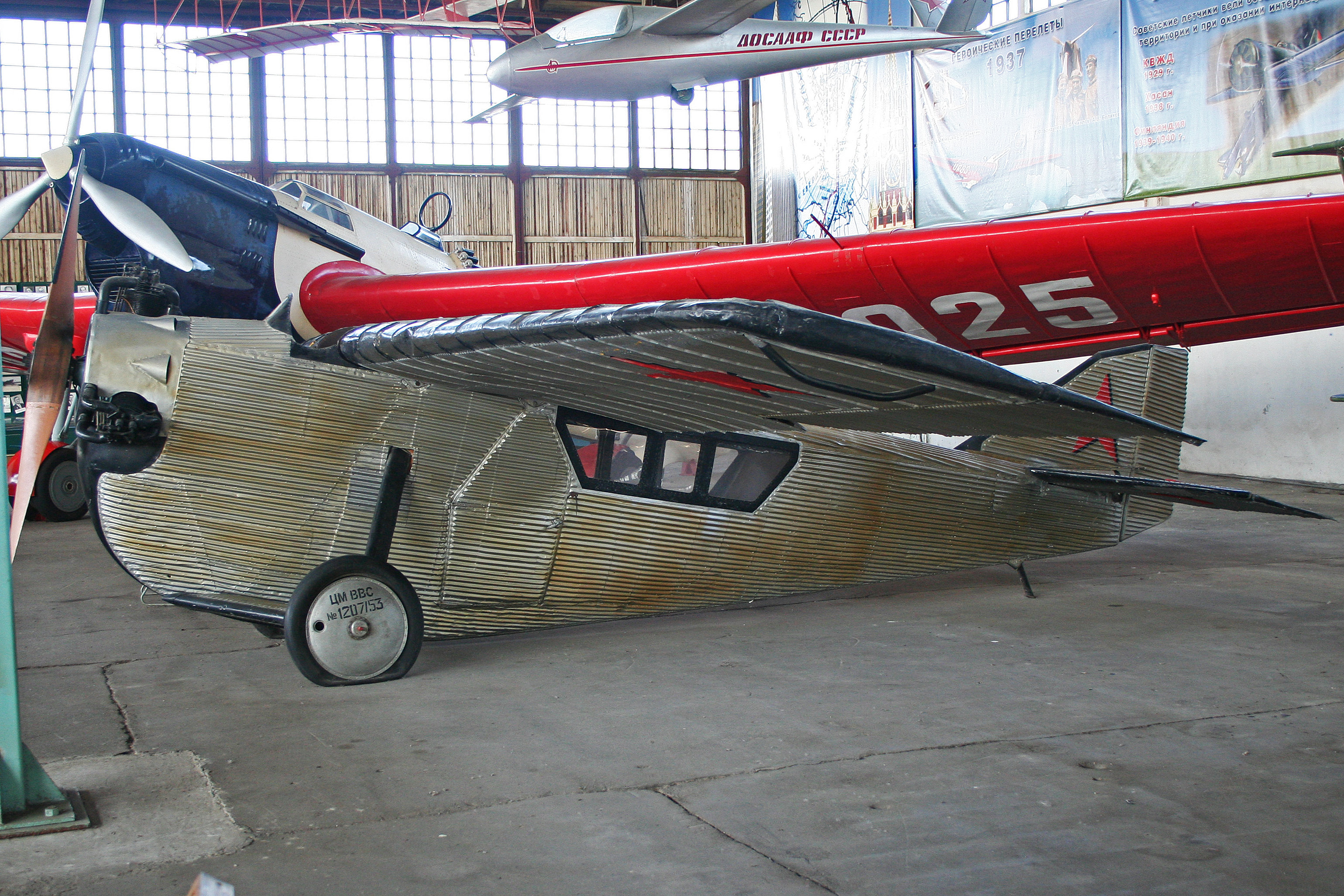
Az ANT–2 fennmaradt példánya a monyinói repülőmúzeumban

A teljesen fémépítésű géphez a szabadonhordó, felsőszárnyas elrendezést választották. A törzs- és a szárnyborításhoz hullámlemezt használtak, melynél a hullámosítás növelt merevséget biztosított. A nyitott pilótafülke a szárny előtt kapott helyet, míg az utaskabint a törzs közepén alakították ki, mindkét oldalon ablakokkal.
A háromhengeres, 1923-ban gyártott (gyári száma: 1073) Bristol Lucifer léghűtéses csillagmotort a géptörzs orrába építették be. A kipufogócsövet a törzs jobb oldalán vezették hátra. A motor kéttollú, fából készült, a CAGI-nál tervezett, 2,2 m átmérőjű légcsavart hajtott. Az ANT–2bisz-be már nagyobb teljesítményű Wright-csillagmotor került.
Futóműve hagyományos, hárompontos. A főfutók közvetlenül csatlakoznak a törzs alsó részéhez. A főfutó kerekeinek nyomtávja 1,75 m, a kerékátmérő 0,75 m, a gumiabroncs szélessége 125 mm. A kerekek helyére téli időszakban fémből készült sítalpakat lehetett szerelni. A farokcsúszó acélcsőből készült, rugózását gumikötelekkel oldották meg.

## Műszaki adatai (ANT–2)

### Tömeg- és méretadatok
- Fesztáv: 10,45 m
- Hossz: 7,6 m
- Magasság: 2,12 m
- Szárnyfelület: 17,89 nm
- Üres tömeg: 523 kg
- Felszálló tömeg: 837 kg

### Motor
- Motor típusa: Bristol Lucifer
- Motorok száma: 1 db
- Maximális teljesítmény: 75 kW (100 LE)

### Repülési adatok
- Legnagyobb sebesség földközelben: 207 km/h
- Szolgálati csúcsmagasság: 3300 m
- Hatótávolság: 750 km

## Külső hivatkozások
- Képek a monyinói repülőmúzeumban kiállított ANT–2-ről